# Сент-Джон, Джон
Джон Сент-Джон (англ. Jon St. John, в русских источниках часто Джон Джон; 19 декабря 1960, Мерсед, Калифорния) — американский актёр озвучивания, диджей. Профессионально занимается или занимался озвучиванием рекламных роликов, трейлеров, персонажей компьютерных игр и аттракционов в таких парках, как LEGOLAND в Карлсбаде, Калифорния, и Dollywood в Пиджен Фордж, Теннеси. Сейчас Сент-Джон возглавляет собственную компанию Jon St. Jon Productions, специализирующуюся аудиобизнесом — озвучиванием рекламы, ТВ и т. д. Кроме этого, Сент-Джон играет в группе UNCLE BOOGIE.

## Карьера и работа
Сент-Джон начал свою карьеру как актёр озвучивания в 1975 году, когда попал в Top 40 диджеев на радио в Северной Каролине. Вследствие своего таланта, вокальных данных и технических умений Сент-Джон был нанят на должность директора по производству в нескольких радиостанциях в разных городах США: Норфолк, Новый Орлеан, Филадельфия, Феникс, Сан-Диего и Лос-Анджелес.
Позже Сент-Джон решил заняться озвучиванием разнообразных вымышленных персонажей из компьютерных игр. В 1999 году Сент-Джон «дал» свой голос унтер-офицеру Дуайту Т. Барнсу (англ. Dwight T. Barnes) и другим военным в игре Half-Life: Opposing Force, а в 2001 году озвучил доктора Розенберга из двух других игр серии Half-Life — Half-Life: Blue Shift и Half-Life: Decay. В том же 2001 году Сент-Джон озвучил несколько трейлеров к выходящей игре ILLBLEED для консоли Dreamcast. Также он предоставил голос Коту Бигу в Sonic Adventure, Sonic Heroes и Sonic Shuffle, роботу E-102 Гамме в Sonic Battle, диктору в Sonic Advance 3, роботу E-123 Омеге в Sonic Heroes и профессору Pac-Man в Pac-Man World 2. В приключенческой игре Runaway 2: The Dream of The Turtle Джон озвучил профессора Саймона и Арчибальда.
Однако самым известным персонажем, которого озвучил Сент-Джон, является Дюк Нюкем (англ. Duke Nukem), харизматический бессменный главный герой и протагонист одноимённой серии игр, разработанной американской компанией 3D Realms. Сент-Джон начал озвучивать Дюка с 1995 года, начиная с игры Duke Nukem 3D. В более ранних играх Дюка озвучивали Джо Сиглер (англ. Joe Siegler) и Тодд Реплогл (англ. Todd Replogle), работники Apogee Software.
В самом начале июня 2009 года общественности стала известна интересная история с Сент-Джоном. Несколько лет до этой даты он по просьбе игродела-любителя, который разрабатывал свою игру «CSS Gungame», озвучил реплики персонажа из этой игры, взяв за свою работу лишь $50. В июне этот энтузиаст снова попросил Сент-Джона выполнить озвучивание, но на этот раз надо было озвучить диалоги девушки Зои из игры Left 4 Dead в рамках любительской модификации. Сент-Джон согласился, но запросил за свои услуги уже $300.
В интервью на фестивале «Music and Games Festival», который прошел в Вирджинии в начале 2010 года, Сент-Джон намекнул о том, что Duke Nukem Forever не отменили. «Хотелось бы уточнить, что в настоящий момент я не имею права говорить о Duke Nukem Forever, — заявил он. — Нет, не разочаровывайтесь. Читайте между строк. Почему я, по-вашему, не могу говорить на эту тему?»
В августе 2010 года Сент-Джон в своём профиле на Твиттере сообщил, что находится в Сиэтле, где работает над проектом DotA 2 под руководством Valve.

## Список работ
| Год  |    | Русское название                           | Оригинальное название                      | Роль |
| ---- | -- | ------------------------------------------ | ------------------------------------------ | --- |
| 1996 | ки | Duke Nukem 3D                              | Duke Nukem 3D                              | Дюк Нюкем |
| 1996 | ки | Starwinder: The Ultimate Space Race        | Starwinder: The Ultimate Space Race        | Barlow Lenz |
| 1997 | ки | Duke Nukem: Total Meltdown                 | Duke Nukem: Total Meltdown                 | Дюк Нюкем |
| 1997 | ки | Balls of Steel                             | Balls of Steel                             | |
| 1998 | ки | Duke Nukem 64                              | Duke Nukem 64                              | Дюк Нюкем |
| 1998 | ки | NFL Xtreme                                 | NFL Xtreme                                 | футбольные игроки |
| 1998 | ки | Duke Nukem: Time to Kill                   | Duke Nukem: Time to Kill                   | Дюк Нюкем |
| 1999 | ки | Sonic Adventure                            | Sonic Adventure                            | Кот Биг |
| 1999 | ки | Evil Zone                                  | Evil Zone                                  | Сё Микагами — Danzaiver |
| 1999 | ки | Blue Stinger                               | Blue Stinger                               | |
| 1999 | ки | Revenant                                   | Revenant                                   | эпизодические персонажи |
| 1999 | ки | Twisted Metal 4                            | Twisted Metal 4                            | |
| 1999 | ки | Half-Life: Opposing Force                  | Half-Life: Opposing Force                  | инструктор Дуайт Т. Барнс, инструктор Шарп, военная полиция HECU, солдаты HECU                                                         |
| 2000 | ки | Duke Nukem: Land of the Babes              | Duke Nukem: Land of the Babes              | Дюк Нюкем, Silverback, эпизодические персонажи                                                                                         |
| 2000 | ки | Sonic Shuffle                              | Sonic Shuffle                              | Кот Биг |
| 2001 | ки | Half-Life: Blue Shift                      | Half-Life: Blue Shift                      | доктор Розенберг, Гарольд, солдаты HECU                                                                                                |
| 2001 | ки | Clive Barker's Undying                     | Clive Barker’s Undying                     | |
| 2001 | ки | Sonic Adventure 2                          | Sonic Adventure 2                          | Кот Биг |
| 2001 | ки | Half-Life: Decay                           | Half-Life: Decay                           | доктор Розенберг, солдаты HECU |
| 2002 | ки | Tony Tough and the Night of Roasted Moths  | Tony Tough and the Night of Roasted Moths  | Клоун |
| 2002 | ки | Duke Nukem: Manhattan Project              | Duke Nukem: Manhattan Project              | Дюк Нюкем |
| 2002 | ки | Duke Nukem Advance                         | Duke Nukem Advance                         | Дюк Нюкем |
| 2002 | ки | Runaway: Дорожное приключение              | Runaway: A Road Adventure                  | |
| 2003 | ки | Хром                                       | Chrome                                     | |
| 2003 | ки | Rogue Ops                                  | Rogue Ops                                  | |
| 2004 | ки | Sonic Battle                               | Sonic Battle                               | E-102 Гамма |
| 2004 | ки | Sonic Heroes                               | Sonic Heroes                               | Кот Биг, E-123 Омега |
| 2004 | ки | Gangland                                   | Gangland                                   | Black Priest, начальник полиции, ФБР, Gunman, Jew Boss, Винцензо, Романо                                                               |
| 2004 | ки | Spy Fiction                                | Spy Fiction                                | Дмитрий Ведерников, Дуглас Лайсандр |
| 2004 | ки | Sonic Advance 3                            | Sonic Advance 3                            | голос в меню |
| 2005 | ки | Call of Cthulhu: Dark Corners of the Earth | Call of Cthulhu: Dark Corners of the Earth | Чарльз Гилман, Джо Сарджент, сержант Сэм Картер, главный констебль Эндрю Мартин, Cutter Urania Seaman, капитан Стивен Хёрст, агент ФБР |
| 2005 | ки | Cold War                                   | Cold War                                   | Президент, спецназ |
| 2005 | ки | High Seize                                 | High Seize                                 | Уоллес Стивенсон |
| 2006 | ки | SpellForce 2: Shadow Wars                  | SpellForce 2: Shadow Wars                  | Undar, эпизодические персонажи |
| 2006 | ки | Runaway 2: Сны черепахи                    | Runaway 2: The Dream of the Turtle         | Арчибальд, Отто, профессор Саймон |
| 2007 | ки | America’s Army: True Soldiers              | America’s Army: True Soldiers              | сержант Алан Смит |
| 2007 | ки | Tabula Rasa                                | Tabula Rasa                                | разные персонажи |
| 2008 | ки | Jack Keane                                 | Jack Keane                                 | Агент Монтгомери, Butcher, Эрик |
| 2008 | ки | Drakensang: The Dark Eye                   | Drakensang: The Dark Eye                   | Yandrik, Noldrokon, гномы, тролль, орк                                                                                                 |
| 2009 | ки | Mario & Sonic at the Olympic Winter Games  | Mario & Sonic at the Olympic Winter Games  | Кот Биг |
| 2011 | ки | Amnesia: Justine                           | Amnesia: Justine                           | Doctor Victor Fournier, Basile Giroux                                                                                                  |
| 2011 | ки | Death Rally                                | Death Rally                                | Дюк Нюкем |
| 2011 | ки | Duke Nukem Forever                         | Duke Nukem Forever                         | Дюк Нюкем, Guy on Throne |
| 2012 | ки | Choplifter HD                              | Choplifter HD                              | Дюк Нюкем |
| 2012 | ки | Guild Wars 2                               | Guild Wars 2                               | Captain Magnus the Bloody Handed, Knut, Whitebear, Ringmaster                                                                          |
| 2013 | ки | Dota 2                                     | Dota 2                                     | Axe, Bloodseeker, Enigma, Kunkka |
| 2016 | ки | This is the Police                         | This is the Police                         | Джек Бойд |
| 2018 | ки | This is the Police 2                       | This is the Police 2                       | Джек Бойд |
| 2019 | ки | Ion Fury                                   | Ion Fury                                   | Доктор Хескель |
| 2019 | ки | Postal 4: No Regerts                       | Postal 4: No Regerts                       | Чувак |